# Benny Nielsen
Benny Leo Nielsen, född 26 mars 1966 i Ålborg, är en dansk före detta simmare.
Nielsen blev olympisk silvermedaljör på 200 meter fjäril vid sommarspelen 1988 i Seoul.